# Ясіновська Марія Іванівна
Ясіновська Марія Іванівна (нар. 1959, Тернопільська область) — народна артистка України, заслужена артистка України, викладач академічного співу.

## Життєпис
Марія Іванівна Ясіновська народилася 1959 року у Тернопільській області.
У 1988 році М. Ясіновська закінчила Донецьку державну консерваторію ім. С. Прокоф'єва за фахом «вокал».
Педагогічну діяльність розпочала в Хмельницькому музичному училищі. З 1988 року по 1995 рік працювала викладачем «постановки голосу» та ілюстратором на фортепіанному відділі.
З 1995 року по 2018 рік — солістка-вокалістка Органного залу Хмельницької обласної філармонії.
З 2018 р. працює в Хмельницькому фаховому музичному коледжі імені Владислава Заремби.

## Творчість
В репертуарі ряд сольних програм, починаючи від світової класичної музики до народних пісень, творів сучасних українських композиторів (твори Й. С. Баха, Ш. Гуно, Дж. Качіні, В. А. Моцарта, Дж. Пучіні, Дж. Росіні, Б. Беліні, Г. Доніцетті, Дж. Верді, М. В. Лисенка, А. Кос-Анатольського).
М. Ясіновська виступала в Національному будинку органної та камерної музики у м. Києві, співала в Київській національній опері, Львівському та Донецькому оперних театрах. Брала участь у «Подільських фестивалях органної та камерної музики» (2000 р., 2004 р., 2005 р., 2006 р.) та фестивалі «Бахівські вечори у Хмельницькому» (2001 р.).
Концертувала в таких країнах світу: США, Швеції, Польщі, Німеччині, Болгарії, Сербії, Італії. Є лауреатом багатьох Всеукраїнський та Міжнародних конкурсів.
2013 р. —  перемогла у Всеукраїнському конкурсі «Рідна мати моя».
У співпраці з народним артистом України, композитором Анатолієм Горчинським здійснили мистецькі проєкти: створили відеофільм «Співоча душа» та дві аудіокасети «Музика моєї душі», «Нас поєднає вальс».

## Нагороди
1990 р. — Золота Патріарша медаль
1996 р. — заслужена артистка України
1995 р. — лауреат міської премії ім. Б. Хмельницького
2000 р. — почесна відзнака Міністерства культури України «За досягнення розвитку культури і мистецтв»
2009 р. — народна артистка України
2017 р. — Міжнародна премія імені С. Гулака-Артемовського «За високу професійну майстерність»
2021 р. — грамота Хмельницької обласної ради «За особистий внесок в розвиток національної культури»